# Chiesa di Santa Maria Assunta (Sant'Olcese)
La chiesa di Santa Maria Assunta è un luogo di culto cattolico situato nella frazione di Comago, in piazza Nostra Signora Assunta, nel comune di Sant'Olcese nella città metropolitana di Genova. La chiesa è sede della parrocchia omonima del vicariato di Sant'Olcese-Serra Riccò dell'arcidiocesi di Genova.

## Storia e descrizione
Secondo una lapide presso la locale chiesa di Sant'Olcese sembrerebbe che fu san Claro nel 407 ad erigere a Comago la primitiva cappella intitolata alla Vergine Maria. La prima citazione ufficiale dell'edificio risale al 19 febbraio del 1191 in un antico documento. Un documento attesta che il 20 maggio del 1411 la comunità di Comago fu unita alla parrocchia San Martino di Manesseno fino all'11 aprile del 1639, quando il cardinale Stefano Durazzo la costituì in parrocchia indipendente.
I primi lavori alla struttura furono eseguiti tra il 1602 e il 1607 dove fu ampliata la costruzione; altri lavori alla navata maggiore e alla volta furono effettuati nel 1790 e in parte rieseguiti cent'anni dopo (1890).